# Neuroleon asirensis
Neuroleon asirensis är en insektsart som beskrevs av Hölzel 1983. Neuroleon asirensis ingår i släktet Neuroleon och familjen myrlejonsländor. Inga underarter finns listade i Catalogue of Life.